# Gallicrex cinerea
Il gallo d'acqua o gallorallo acquaiolo (Gallicrex cinerea J. F. Gmelin, 1789), unica specie del genere Gallicrex Blyth, 1852, è un uccello della famiglia dei Rallidi originario della regione orientale.

## Descrizione

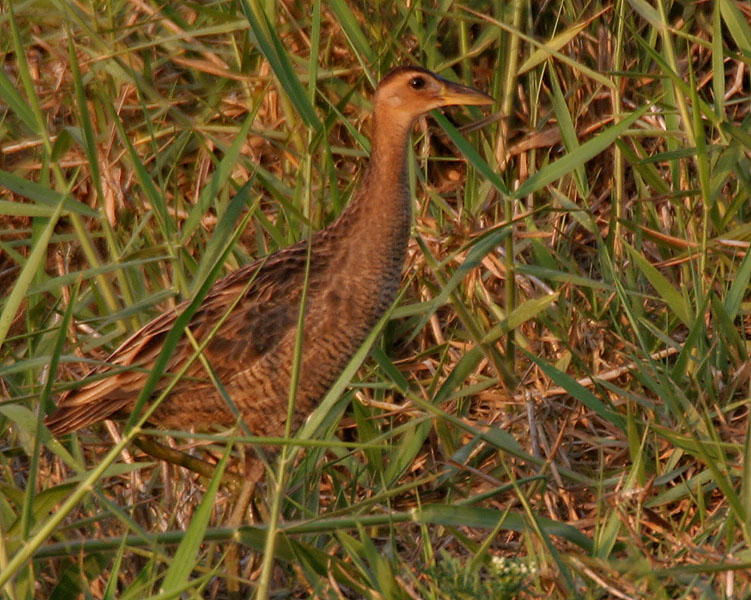
Un esemplare immaturo.

Il gallo d'acqua ha un corpo appiattito lateralmente che gli consente di spostarsi con facilità tra i canneti o il sottobosco. Ha lunghe dita e una coda breve.
I maschi adulti misurano circa 43 cm di lunghezza e pesano 476-650 g. Al di fuori della stagione della nidificazione presentano sommità del capo di colore marrone scuro, regioni superiori di colore marrone-nerastro miste a zone color camoscio, 
testa e collo marrone-camoscio, mento e gola biancastri, regioni inferiori marrone-camoscio chiaro ricoperte da sottile striature più scure, iride gialla, becco e scudo frontale giallastri e zampe e piedi marrone-verdastri. All'epoca della cova, invece, il piumaggio diviene quasi completamente nerastro, a eccezione del sottocoda, color camoscio e segnato da sottili strisce nere; il becco assume una tonalità gialla più accesa e la placca frontale, divenuta rossa, si prolunga in un'appendice carnosa e cornea, rivolta obliquamente all'indietro. Durante questo periodo anche l'iride, le zampe e i piedi sono rossi.
Le femmine sono pressoché identiche ai maschi non riproduttivi, ma sono molto più piccole: misurano circa 36 cm di lunghezza e pesano 298-434 g. I pulcini, come quelli di tutti i Rallidi, sono ricoperti da un fitto piumino nero.

## Distribuzione e habitat
Il gallo d'acqua vive nelle paludi dell'Asia meridionale, da India, Pakistan e Sri Lanka fino a Cina meridionale, Giappone, Filippine e Indonesia. In gran parte dell'areale ha abitudini stanziali, ma gli esemplari presenti nelle zone più settentrionali, come quelli del nord della Cina e della Corea, si spostano verso sud in inverno.

## Biologia
Il gallo d'acqua è una creatura piuttosto riservata, ma talvolta si spinge anche in zone aperte. È un uccello rumoroso, che fa udire spesso il suo forte richiamo, specialmente all'alba e al tramonto.
Va in cerca di cibo immergendo il becco nel fango o nelle acque poco profonde, ma per localizzare le prede fa anche affidamento sulla vista. Si nutre prevalentemente di insetti, piccoli pesci e semi.
Costruisce il proprio nido sul terreno, tra la vegetazione palustre, ove depone 3-6 uova.